# Poggio Bracciolini
Gianfrancesco (nebo Giovanni Francesco) Poggio Bracciolini (latinský Poggius (Florentinus); 11. února 1380 dnešní Terranuova Bracciolini – 30. října 1459 Florencie) byl jedním z nejslavnějších humanistů italské renesance. Byl jedním z průkopníků humanistického hnutí, protože znovu objevil některá důležitá díla starověku a znovu je zpřístupnil evropským intelektuálům. Významný je též jeho příspěvek k vývoji latinky; je považován za vynálezce humanistického písma.
Jako papežský tajemník byl přítomen na kostnickém koncilu. Do doby jeho tamního pobytu spadá list, který napsal jako očitý svědek odsouzení a popravy mistra Jeronýma Pražského svému příteli Leonardovi z Arezza.